# Ignacio Zaragoza, Xochiapulco
Ignacio Zaragoza är en ort i Mexiko.   Den ligger i kommunen Xochiapulco och delstaten Puebla, i den sydöstra delen av landet, 160 km öster om huvudstaden Mexico City. Ignacio Zaragoza ligger 1 632 meter över havet och antalet invånare är 148.
Terrängen runt Ignacio Zaragoza är kuperad åt sydost, men åt nordväst är den bergig. Terrängen runt Ignacio Zaragoza sluttar norrut. Runt Ignacio Zaragoza är det ganska tätbefolkat, med 65 invånare per kvadratkilometer. Närmaste större samhälle är Xochiapulco, 6,3 km söder om Ignacio Zaragoza. I omgivningarna runt Ignacio Zaragoza växer i huvudsak städsegrön lövskog.